# Oskar Stonorov
Oskar Gregory Stonorov, americanizzato Oscar (Francoforte sul Meno, 2 dicembre 1905 – Pellston, 9 maggio 1970), è stato un architetto, scultore e storico dell'architettura tedesco naturalizzato statunitense.

## Biografia

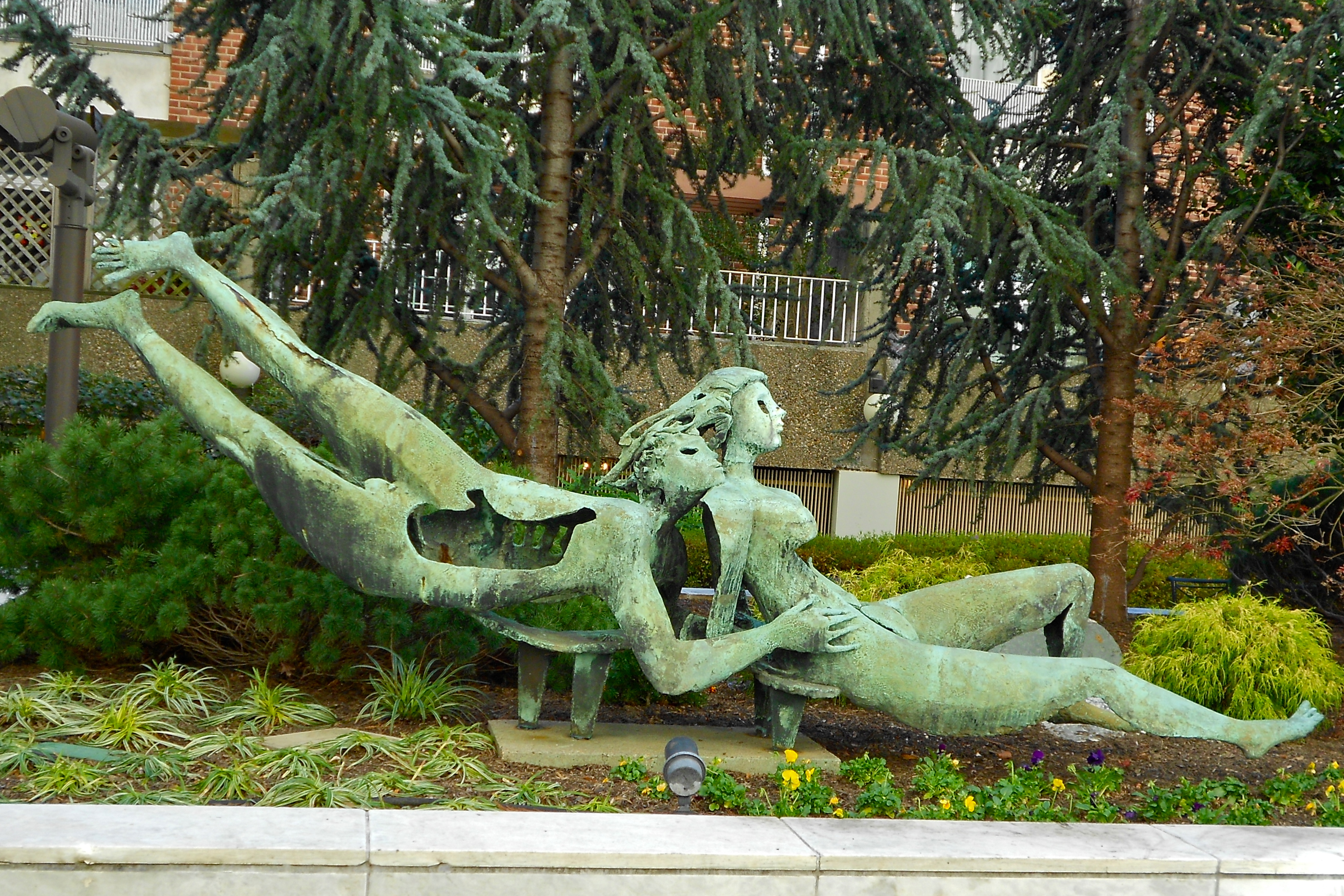
La scultura Adamo ed Eva, sita di fronte a Hopkinson House, a Filadelfia

Nato a Francoforte sul Meno, studiò alle Università di Firenze e di Zurigo ed ebbe un apprendistato in Francia con lo scultore Aristide Maillol. Nel 1928 lavorò per André Lurçat a Parigi. L'anno dopo si trasferì negli Stati Uniti, dove in seguito venne naturalizzato. Si stabilì a Filadelfia, dove realizzò la maggior parte dei suoi lavori, ispirati al movimento moderno. Nel 1940 disegnò con George Howe e Louis Kahn un piano di sviluppo residenziale per alcune città della Pennsylvania. Nel 1943 scrisse con Kahn Why City Planning Is Your Responsibility e l'anno dopo You and Your Neighborhood... A Primer for Neighbohood Planning. Tra il 1950 and 1954 lavorò nel suo atelier di Philadelphia Robert Venturi, futuro vincitore del Premio Pritzker.
Il suo capolavoro è considerato la zona residenziale delle Carl Mackey Houses a Philadelphia, entrata nel registro di edifici storici della città dal 1982. Una parte significativa della sua vita venne dedicata allo studio ed al riordino degli archivi di Le Corbusier, al termine del quale partecipò alla redazione del testo fondamentale Œuvre complète: Le Corbusier et Pierre Jeanneret, scritto con Willy Boesiger e Max Bill (1969). Una delle sue ultime opere fu una commissione in Italia da parte dello scultore e amico Iorio Vivarelli, per la sua casa-studio presso Pistoia, che venne terminata dopo il suo decesso nel 1970, morte sopraggiunta a causa di un incidente aereo nel quale perì anche il noto sindacalista statunitense Walter Reuther.

## Cronologia delle opere principali

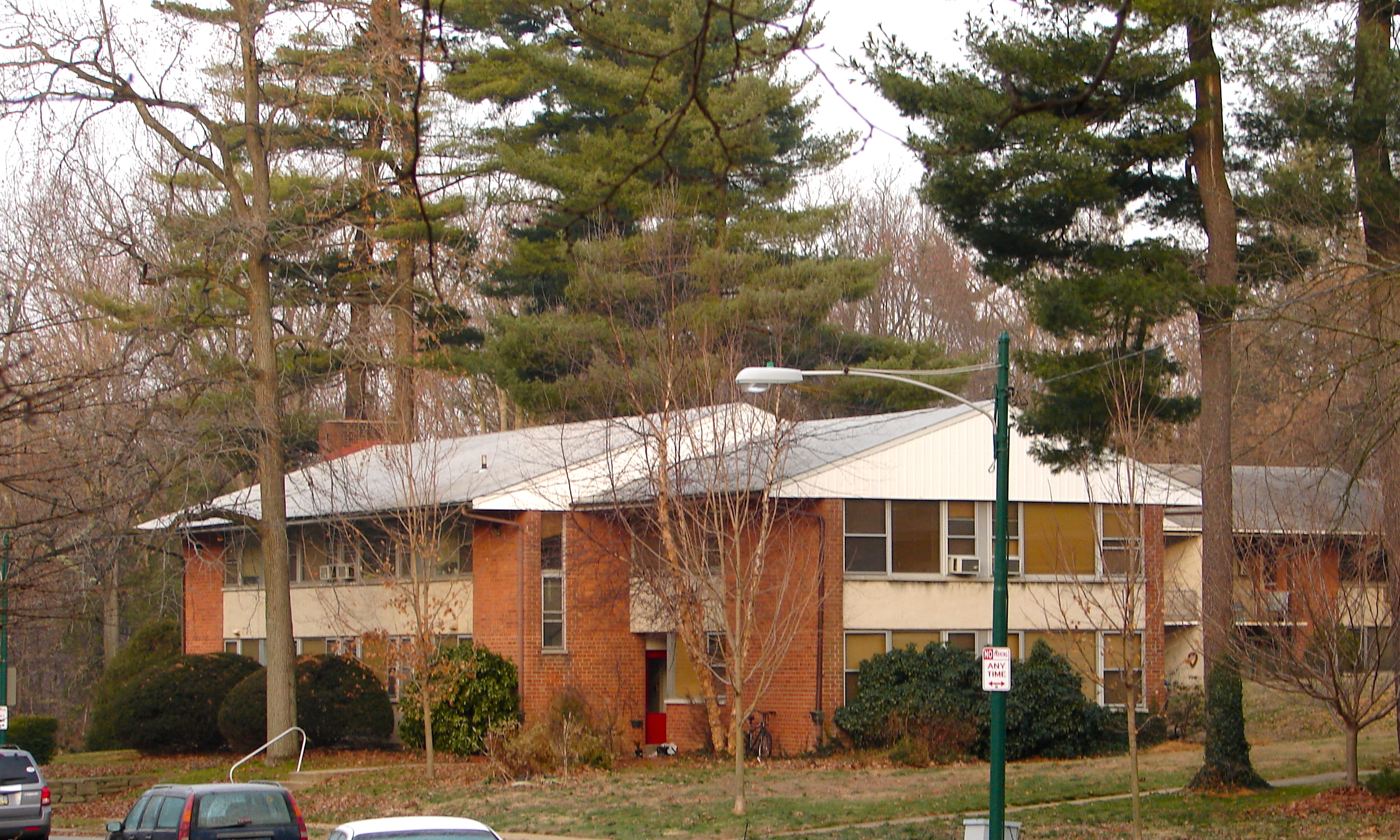
Cherokee Village Apartments

- 1930 - Secondo premio nel concorso per il Palazzo del Soviets a Mosca, con Alfred Kastner
- 1933 - Juniata Park Housing o Carl Mackey Houses, Philadelphia, con Alfred Kastner e W. Pope Barney
- 1939 - Children's World, Esposizione Universale di New York 1939
- 1940 - Carver Court, Coatesville (Pennsylvania), con Louis I. Kahn e George Howe
- 1942 - Pennypack Woods, Philadelphia, con Louis I. Kahn e George Howe
- 1943 - Model Neighborhood Rehabilitation Project, Philadelphia, con Louis I. Kahn
- 1945 - Case prefabbricate, Chester County (Pennsylvania), con Louis I. Kahn
- 1950 - Cherokee Village Apartments, Philadelphia, con Robert Venturi
- 1948 - Complesso di appartamenti di Penn Towne, Philadelphia
- 1953 - Progetto residenziale di Schuylkill Falls, Philadelphia
- 1964 - Padoglione Indiano all'Esposizione Universale 1964, con Haws e Mansinh Rana)
- 1969 - Casa-studio Vivarelli, Pistoia